# 大國主神社 (高島市)
大國主神社（おおくにぬしじんじゃ）は滋賀県高島市新旭町饗庭に鎮座する神社である。明治維新までは、「高嶋今宮」「今宮山王宮」と称した。通称、「五十川神社（いかがわじんじゃ）」。旧社格は村社。

## 祭神
- 主祭神

大己貴神
- 配祀神

（白雲座）健雷命・小毘古命
（上山座）火産霊神
（五處座）伊勢大明神・春日四所大明神

## 神紋
向牡丹

## 歴史
保延4年、木津荘が山門千僧供領になった際、日吉大社から総鎮守として勧請された。同荘内に鎮座する式内社波爾布神社を『古宮』と称したことに対して『今宮』と呼ばれた。天授6年（1380年）8月18日に高島郡田井村竹ノ花から遷座されたという記録があり、応永29年（1422年）の『木津荘検注帳』には、上山の麓にあった旧御旅所の位置に『今宮』と記載がある。年代不詳の『木津荘引田帳』では、現在地での鎮座に記載されている。応永15年に上郷と下郷の間に諍いが生じ、本社と日吉二宮神社に二分された。また、永正8年（1511年）の『御宮年中行事』によると、4月初申日に本神社の例祭（上の御前）、4月初酉日に二宮権現（日吉二宮神社）の例祭（下の御前）が上郷（田井・五十川・上野・米井・辻澤・森）と下郷（深溝・霜降・針江・小池・山形）の共同で行われていたとされる。ただし、享保5年（1720年）の『村明細帳』にはこの祭礼の記事がないことから、江戸時代半ばまでには別個の祭として行われるようになっていたことが分かる。本社に伝わる『永正8年御宮年中行事』（1511年）、『宝永3年御宮年中行事』（1706年）および『元文3年御宮年中行事覚え日記』（1738年）から、年間の祭礼は簡素化されつつも、明治初年までほぼ変わらず行われていた。往古より社家（中村氏）のほか宮座が存在した。神職と宮年寄（一番尉から十一番尉という11名）が祭事に携わっていた。明治2年（1869年）に差別撤廃のため宮座は廃止され、以来社家と宮総代により祭事が営まれている。
延宝年間に甲府宰相（徳川綱重）より東西32間南北143間の土地が寄進された。また、大正8年（1919年）、饗庭野演習場を視察中の北白川宮が立ち寄り、参拝している。
勧請以来「今宮山王権現」と号していたが、慶応4年（1868年）3月に現社号に改められた。政府の1村1社政策により、明治43年（1910年）7月に白雲神社、上山愛宕神社、五處宮の3社を合祀した。

## 合祀社
- 白雲神社

祭神は、健雷命・小毘古命。神紋は御幣雲。応永29年の検注帳に記載されている神社である。由緒の伝えるところによると、孝霊天皇が敦賀に向かう途中この地をお通りになったとき、にわかに霧が立ち始めた。「これより先、いかがせん」とおっしゃったことから、この地より北側をいかかは（五十川）と言うようになったという。また、天皇が樫の古木に祈られたところ、天乃神（健雷命だという。）が現れ無事に通行することができたという。このことにより、白雲神社が創祀されたという。また、時代が下って享徳元年1月15日から霧がかかり始め、村の生活に支障を来すようになった。霧がかかり始めて10日目に晴れ間から小毘古命の像が現れた。村人は畏まり、小毘古命を合祀したという。白雲郷の氏神であったが、元和4年に白雲郷は廃絶し、五十川村に併合されたという。また、天神講という講は、合祀されるまで続いていた。旧無格社。
伝 鳥羽院御製「たづねれば こゝをあふみの 古跡そと たれ白雲の 天（あめ）乃布留神」
- 上山愛宕神社

祭神は火産霊神。神紋は右三ッ巴。延宝4年、長清山範圭が山城国愛宕神社より勧請した神社である。本地仏である地蔵菩薩をご神体としていた。上山の頂に鎮座していたが、現在は高島市の水源地のひとつになっている。なお、愛宕講は合祀後も、報恩寺で昭和20年まで毎月23日と天災発生時に行われていた。旧無格社。
- 五處宮

祭神は伊勢大明神・春日四所大明神。神紋は下リ藤。米井村天道に鎮座していた神社である。康保2年に大泉寺が創建されたとき、鎮守社として創祀された。この地は藤原師輔の所領であったことから皇祖伊勢大明神と藤原氏の氏神である春日四所明神を合わせ祀ったという。慈恵大師作と伝わる赤童子神像をご神体としていたが、合祀の際大泉寺に納められたという。境内社として、大黒社と結神社があったという。旧無格社。

## 社家
神職は、中村家が代々世襲している。

## 祭事
- 1月1日

歳旦祭
- 1月3日

厄除祈願祭
- 1月初旬

企業安全祈願祭
- 5月3日

例祭宵宮祭
- 5月4日

例祭 - 現在式典と稚児神事、御輿渡御のみであるが、古来午前中の祭典に続き、稚児神事と流鏑馬神事、湯立神事が行われ、五十川祭（いかがわまつり）と称され、多くの参拝を受けていた。往古の御輿渡御は、「大宮」「八王子」「三宮」の三基で行われていた。三基の神輿は、安永年間に修理されたとの記録がある。明治22年に八王子神輿・三宮神輿を破棄し、大宮神輿の一基となった。また、流鏑馬神事は50頭前後の馬が参加する湖国有数の馬神事であった。現在は、大宮御輿と小宮（子ども）御輿、若宮（八幡）子ども御輿の三基で行われている。また、御輿渡御の主役は2歳前後の男児であり、山吹と山鳥の羽根を刺した独特の編み笠を携えることに特徴がある。この編み笠は、源季範が幼少のとき竹生島詣に行かれた際、道中の安全を祈願して奉納されたものと伝わる。稚児の警固役は7歳前後の男児1名が選ばれる。この2人は、氏子地区の持ち回りで選ばれている。
- 6月30日

夏越大祓　
- 8月中旬

御百燈祭 - 巫女舞のほか、奉納された燈籠が境内に点灯される。　
- 11月23日

新嘗祭
新嘗講祭 - 新嘗祭終了後には、新嘗講が社務所にて行われる。平成17年までは2つの新嘗講があったが、現在は1つに統一された。新嘗講に饗される料理は、米飯、ノッペ汁（鱊・豆腐・小芋）、鯉の造り、鰊と大根の煮物、酢の物の5品に決まっていた。この講祭は寛文２年に発生した寛文近江・若狭地震の炊き出しが神事として行われるようになったものである。平成18年から簡素化されている。
- 12月30日

年越大祓
- 12月31日

鎮火祭並越年祭 - 深夜の除夜の鐘がなり始める頃に行われる。

## 境内社
- 天神社

貞享2年（1685年）の書状では境内社7社（十禅師・二宮・八王子・愛宕・祇園・比沙門・神明）の記載がある。慶応4年（1868年）の山崩れにより、境内社は日枝神社、山神社、天神社、稲荷神社、大神宮の5社にまとめられ、大正元年（1911年）には更に境内5社を末社天神社に合祀した。

## 神徳
- 家運長久・家内安全
- 子ども守護

## 文化財等
- 竹波の馬場

流鏑馬神事が行われていた馬場。両脇が孟宗竹の竹藪になっており、時に映画の撮影に使われることがある。竹は天保の大飢饉後、食糧を確保するために当時の神職によって植えられた。
- 鳥居

弘化2年（1845年）完成の鳥居。小野組ゆかりの奥州盛岡井善の寄進。
- 小鳥居

白雲神社の鳥居であったものを、合祀時に移転された。
- 常夜燈籠

天保2年完成の三重台の常夜燈籠。小野組ゆかりの奥州盛岡井筒屋安右衛門、木村宗助、木村理助らの寄進。なお、右燈籠の2段目台座には、饗庭野基線の標高測量に使われた固定点が残っている。
- 大宮神輿

応永元年（1394年）に饗庭三坊（法泉坊・定林坊・西光坊）より寄進された三基の神輿の一基。装飾品には享保などの年号が記されているものもある。
- 大般若経

明治期の廃仏毀釈の際、高嶋神威隊急進派の急襲を恐れた社家により、近隣の報恩寺に預けられた。
- 神馬石

大正8年に饗庭野演習場を視察された北白川宮よりの下賜金を元に高さ2.5メートルの赤銅の神馬が建てられた。神馬は、太平洋戦争時の物資調達により陸軍に接収され、今は数枚の写真と礎石であった神馬石が残る。
- 中村家文書

祭祀に関した近世古文書と村明細帖。なお、貴重なものは滋賀県立図書館に預託されている。

## アクセス
- JR湖西線新旭駅より、高島市コミュニティバス（はーとバス） 「五十川神社前」停留所下車すぐ

## 周辺
- 法泉寺
- 覺傳寺
- 報恩寺
- 密口精工
- 木村織物
- 高島市立新旭北小学校
- 高島市立大師山さくら園
- 大泉寺
- 田井帝釈天堂
- 森神社
- 日吉神社
- 正傳寺 (高島市)
- 日吉二宮神社